# Yakirra
Genre
Yakirra est un genre de plantes monocotylédones de la famille des Poaceae, sous-famille des Panicoideae, originaire d'Australie et de Birmanie, qui comprend sept espèces.
ÉtymologieLe nom générique, « Yakirra », est un nom aborigène désignant certaines espèces de ce genre.

## Liste d'espèces
Selon World Checklist of Selected Plant Families (WCSP) (31 mars 2017) :
- Yakirra australiensis (Domin) Lazarides & R.D.Webster (1985)
- Yakirra foliolosa (Munro ex Hook.f.) Clayton (1987)
- Yakirra majuscula (F.Muell. ex Benth.) Lazarides & R.D.Webster (1985)
- Yakirra muelleri (Hughes) Lazarides & R.D.Webster (1985)
- Yakirra nulla Lazarides & R.D.Webster (1985)
- Yakirra pauciflora (R.Br.) Lazarides & R.D.Webster (1985)
- Yakirra websteri B.K.Simon (1992)